# The Lily
The Lily foi o primeiro jornal americano gerenciado por e para mulheres. Foi publicado de 1849 a 1853 por Amelia Jenks Bloomer (1818–1894), antes de vender o jornal para Mary Birdsall em 1854. Embora o jornal inicialmente se concentrasse no movimento da temperança, logo ampliou seu foco para incluir as muitas questões de ativistas dos direitos das mulheres na década de 1850. Cresceu em sua distribuição como resultado de sua discussão sobre bloomers, uma moda confortável popularizada por Bloomer no jornal.

## Primeiros anos de publicação

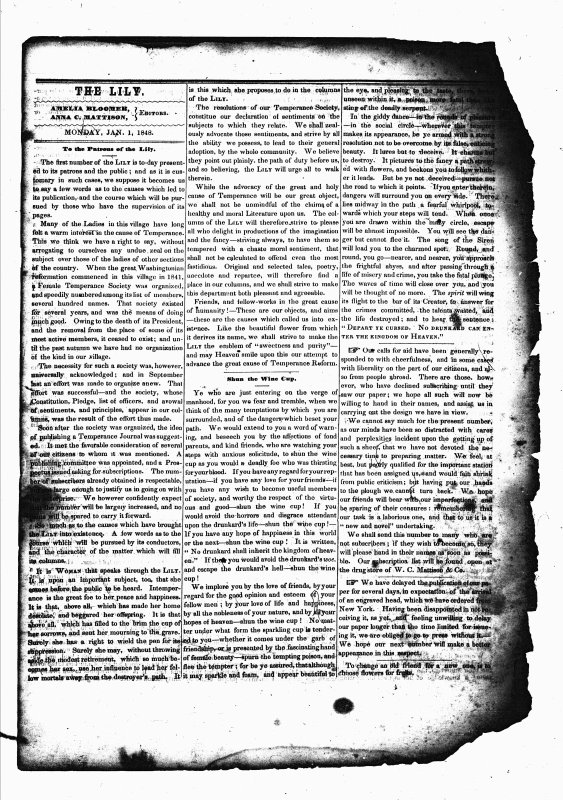
Primeira edição de The Lily, lançado em 1º de janeiro de 1849

Em 1848, The Lily foi desenvolvido como uma publicação para "distribuição domiciliar" entre as mulheres que pertenciam à Seneca Falls Ladies Temperance Society, em resposta ao seu sentimento de marginalização pelo movimento de temperança mais amplo. No entanto, o entusiasmo pelo projeto desapareceu rapidamente. Amelia Bloomer não queria ver o jornal falir, então assumiu a responsabilidade de editar e publicar o jornal. O interesse inicial de Bloomer não estava nos direitos das mulheres, mas na temperança, e esse tópico apareceu com destaque em suas primeiras edições, mesmo depois que o jornal se desvinculou da Temperance Society. Bloomer acreditava que as mulheres escrevendo em busca de reformas eram menos impróprias do que fazer discursos ou palestras.
As primeiras edições custavam 50 centavos por ano e eram publicadas mensalmente em Seneca Falls, uma vila do estado de Nova Iorque, com oito páginas e três colunas. O número inaugural, publicado em 1º de janeiro de 1849, apresentava a filosofia e os objetivos iniciais: “É a MULHER que fala através do LILY. É sobre um assunto importante, também, que ela se apresenta ao público para ser ouvida. A intemperança é o grande inimigo de sua paz e felicidade." Bloomer escreveu: "The Lily foi o primeiro jornal dedicado aos interesses da mulher e, até onde eu sei, o primeiro de propriedade, editado e administrado por uma mulher". Inicialmente, a folha de rosto celebrou isso anunciando que era "publicado por um comitê de senhoras", mas depois de 1850, o cabeçalho apresentava apenas o nome de Bloomer.

Longe de ser radical, a publicação inicial se concentrou em questões de temperança, mostrando as mulheres como “defensoras do lar”. Na primeira edição, Bloomer escreveu:
É a mulher que fala através do The Lily... A intemperança é o grande inimigo de sua paz e felicidade. É isso, acima de tudo, que tornou seu Lar desolado e mendigou suas filhas…. Certamente, ela tem o direito de manejar sua caneta para sua supressão. Certamente, ela pode, sem deixar de lado os refinamentos modestos que tanto se tornam seu sexo, usar sua influência para desviar seus companheiros mortais do caminho do destruidor.

## Desenvolvimento nos direitos das mulheres

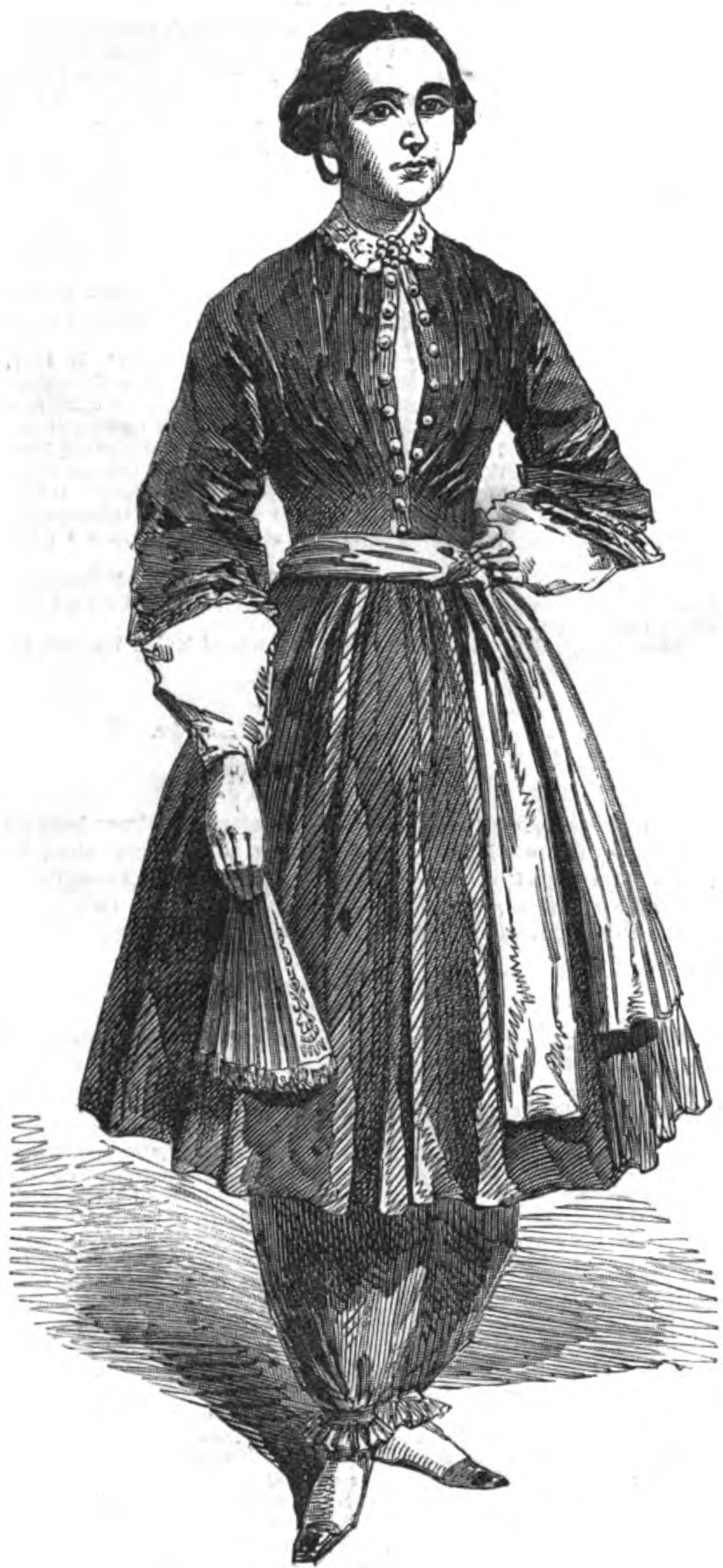
Representação de Amelia Bloomer vestindo o famoso traje "bloomer" que recebeu seu nome (uma túnica + "roupas de baixo")

À medida que o jornal evoluiu, seu foco mudou para incluir questões mais amplas dos direitos das mulheres. Essa expansão do foco foi em parte pela influência de Elizabeth Cady Stanton, uma colaboradora de The Lily, que escreveu sob o pseudônimo de "girassol". Em 1850, o The Lily se descrevia como "DEVOTADO AOS INTERESSES DAS MULHERES" e, em 1852, se descrevia como dedicada à "Emancipação da Mulher da Intemperança, Injustiça, Preconceito e Fanatismo". Bloomer envolveu muitos editores e colaboradores que ajudaram uns aos outros no processo de publicação, e isso se tornou um modelo para periódicos posteriores focados no sufrágio feminino. Outros periódicos antigos editados por mulheres que se concentravam em questões e protestos femininos incluem The Genius of Liberty (1851–1853), editado por Elizabeth Aldrich; The Pioneer and Woman's Advocate (1852–1853), editado por Ann W. Spencer; The Una (1853–1855), editado por Paula Wright Davis; The Revolution (1868–1872), editada por Susan B. Anthony, Elizabeth Cady Stanton e Parker Pillsbury; The Woman's Advocate (1855–1858) e The Sibyl (1856–1864), editado por Lydia Hasbrouck.
Uma fonte descreve a variedade de conteúdos dentro de The Lily, "Uma mistura intrigante de conteúdos que vão desde receitas a folhetos moralistas, The Lily cativou leitores de um amplo espectro de mulheres e lentamente os alfabetizaram não apenas sobre a verdade das desigualdades das mulheres, mas nas possibilidades de grande reforma social". Ao longo de sua publicação, o jornal continha lembretes sobre a importância da temperança e os horrores do álcool. Por exemplo, uma edição de maio de 1849 continha o seguinte exemplo: “Um homem, quando bêbado, caiu em uma chaleira de salmoura fervente em Liverpool, Onondaga Co. e foi escalado até a morte.”
The Bloomer Costume, pelo qual Bloomer ficou conhecida, um traje composto por uma túnica e roupas de baixo, também foi visível no jornal. Embora Bloomer não tenha criado essa roupa, ela a defendeu no The Lily, e esses artigos foram posteriormente escolhidos pelo The New York Tribune. Os artigos de Bloomer sobre esse estilo de vestido, juntamente com ilustrações, instruções de costura e contos de mulheres que adotaram bloomers que foram impressos em The Lily, levaram o estilo a ser visto como criação de Bloomer. Ela explicou que esse estilo de roupa era essencial para a saúde e segurança das mulheres, reduzindo os riscos de carregar crianças e velas pelas escadas. Ela relembrou: “Assim que se soube que eu estava usando o vestido novo, centenas de cartas de mulheres de todo o país chegaram a mim perguntando sobre o vestido e pedindo padrões – mostrando como as mulheres estavam prontas e ansiosas. para livrar-se do fardo das saias longas e pesadas.” Enquanto Bloomer e outros eventualmente descartaram essa roupa porque mudou o foco das pessoas do direito das mulheres para a roupa, The Lily desempenhou um papel fundamental na divulgação dessa roupa que ajudaria a mudar as normas do vestuário feminino nos Estados Unidos. The Lily surgiu de uma circulação de 500 exemplares por mês para 4 000 por mês, com parte do aumento por causa de sua discussão sobre as roupas femininas e a reforma do vestuário.
Refletindo de volta, Bloomer descreveu seus sentimentos sobre ser a primeira mulher a dirigir um jornal para mulheres: “Era um instrumento necessário para espalhar a verdade de um novo evangelho para as mulheres, e eu não podia segurar minha mão para parar o trabalho que eu tinha. começou. Não vi o fim desde o início e sonhei aonde minhas propostas para a sociedade me levariam.” O jornal modelou como um jornal poderia inspirar um senso de comunidade e continuidade entre os líderes do sufrágio, descreve uma fonte.

## Últimos anos de publicação
Cada vez mais no início da década de 1850, a relação do movimento de temperança e a luta das mulheres pelo sufrágio tornou-se mais pronunciada em The Lily. Elizabeth Cady Stanton, uma colaboradora, exigiu em um artigo que as mulheres fossem incluídas na elaboração de leis para restringir a venda de bebidas alcoólicas e se divorciar de homens intemperantes. Bloomer escreveu que "a única maneira pela qual as mulheres podem fazer alguma coisa efetivamente nesta causa [da temperança] é através das urnas", uma posição que ela chamou de "um forte sentimento pelos direitos das mulheres". The Lily publicou artigos não apenas sobre o sufrágio feminino, mas também sobre importantes questões de reforma social, como direitos de propriedade, educação, emprego, reforma do vestuário e escravidão, incluindo a escravidão das mulheres aos homens. Cada vez mais o jornal via soluções para os perigos dos maridos bêbados em maiores direitos para as mulheres e maiores mudanças estruturais. Uma fonte relata que uma declaração de missão de 1853 impressa no jornal explicava que The Lily "trabalharia pela emancipação das mulheres não apenas das 'leis injustas', mas também 'das influências destrutivas do Costume e da Moda'".
Em uma biografia de Amelia Bloomer escrita por seu marido, ela é citada como declarando que nunca gostou do nome "bonito" do jornal (nomeado pela sociedade de temperança das mulheres local), mas desde que o jornal logo se tornou conhecido por esse nome, ela decidiu não mudar isso.
Em 1853, o jornal tinha uma circulação nacional de 6 000 exemplares, e Bloomer continuou a produzi-lo em Mount Vernon, em Ohio, depois que Bloomer se mudou com seu marido Dexter Bloomer. Em 1854 ou 1855, Amelia Bloomer vendeu o jornal para Mary Birdsall porque estava se mudando novamente para uma nova casa em Council Bluffs, em Iowa, que não tinha instalações para publicação de jornais. Bloomer continuou como editor correspondente. Birdsall fora editora do Indiana Farmer, incluindo sua seção sobre mulheres. Ela era uma defensora dos pontos de vista de Bloomer e o jornal forneceu um veículo para ela continuar seu jornalismo. O jornal continuou a fazer campanha para questões femininas e temperança. Sob Birdsall, o jornal foi publicado em Richmond, na Indiana, por alguns anos e foi distribuído nacionalmente. A Dra. Mary F. Thomas ajudou Birdsall a editar e publicar o artigo. As fontes diferem sobre quando a última edição foi publicada — as fontes fornecem datas variadas de 1856 a 1870 como a última data em que o artigo foi publicado.